# Patricio Aylwin
Miguel Patricio Aylwin Azócar ([paˈtɾisjo ˈelwin aˈsokaɾ]ⓘ; Viña del Mar, 26 de noviembre de 1918-Santiago, 19 de abril de 2016) fue un abogado, jurista y político demócrata cristiano chileno. Fue senador, desempeñándose como presidente del Senado desde enero de 1971 hasta mayo de 1972, y posteriormente presidente de la República durante el período 1990−1994.
Durante el gobierno radical de Juan Antonio Ríos, ingresó a la Falange Nacional (FN), agrupación política liderada por jóvenes disidentes del Partido Conservador (PCon) y que presidió entre los años 1950-1951. Participó en la fundación del Partido Demócrata Cristiano (PDC) en el que fue elegido como presidente entre 1958 y 1964, año en que además Eduardo Frei Montalva, también demócrata cristiano, fue elegido presidente de la República para el período 1964-1970.
En la elección presidencial de 1970, el papel que jugó, tanto él como los demás dirigentes demócratacristianos fue fundamental, principalmente por el alto número de parlamentarios en ambas Cámaras del Congreso Nacional. Dado que ninguna de las candidaturas logró alcanzar la mayoría absoluta de los votos, la decisión de la proclamación del presidente recayó en el Congreso. Las Cámaras consintieron en otorgar la presidencia al socialista Salvador Allende, quien obtuvo la mayoría de los votos a cambio de un «pacto de garantías democráticas» que establecía una serie de condiciones al gobierno de la coalición política Unidad Popular (UP).
Algunos años más tarde, la crisis política que dividía al país, sumada al obstruccionismo de la oposición y al apoyo brindado por esta de los Estados Unidos provocó el golpe militar de 1973. Varios miembros del PDC, entre ellos Aylwin, manifestaron su apoyo a la llegada de los militares al poder, aduciendo que el golpe castrense restablecería la normalidad institucional y con ella, la paz y unidad entre los chilenos. A poco andar se hizo evidente que el nuevo régimen no sería transitorio y que entre sus pretensiones estaba la implantación de una nueva institucionalidad que no permitiría la existencia de partidos políticos. Sumado a lo anterior, las violaciones a los derechos humanos iniciadas inmediatamente tras el golpe, lo impulsaron a participar de distintas agrupaciones tendientes a recuperar la democracia. Especial importancia adquirió en este contexto, el año 1976, cuando el PDC se reunió para articular una importante fuerza de oposición a la dictadura.
En esa misma línea, a fines del año 1979, creó junto a diversos representantes de sectores de la oposición, el Grupo de Estudios Constitucionales o Grupo de los 24, para trabajar en una propuesta alternativa a la nueva Constitución Política impulsada por el régimen, la que sería aprobada vía referéndum al año siguiente. En 1983, luego de haber fracasado la movilización social masiva en contra de la dictadura, el PDC junto a otros partidos opositores crearon la Alianza Democrática, agrupación cuyo como objetivo era encontrar una salida política-jurídica a la dictadura, al haber fracasado la vía de la movilización masiva.
En 1987, retomó la presidencia de la Democracia Cristiana. Uno de sus objetivos principales fue la reestructuración del partido y la reorganización de la oposición a la dictadura ante el anuncio del general Augusto Pinochet de someter a plebiscito su continuidad en la presidencia y de convocar a elecciones en caso de obtener resultados negativos en la primera elección. Así, el 2 de enero de 1988 él —junto a varios dirigentes— crearon la Concertación de Partidos por el No, siendo él mismo su vocero ante la opinión pública. En octubre de ese mismo año la opción «No» en contra de Pinochet obtuvo la victoria con el 54,6 % de los votos logrando la convocatoria a una elección presidencial.
El 14 de diciembre de 1989, se presentó como candidato a la presidencia de la República en representación de la Concertación de Partidos por la Democracia, obteniendo la mayoría de la votación con un 55,2 %. El 11 de marzo de 1990, asumió como presidente de Chile al recibir de parte de Pinochet la banda presidencial.
Su período presidencial se desarrolló en una situación nacional compleja. Su gobierno se enfrentó a la misión de restablecer la democracia bajo la mirada vigilante de las Fuerzas Armadas, en un período en que sus integrantes aún gozaban de las garantías que ellos mismos habían establecido y en el cual la lealtad del estamento castrense hacia su general fue casi inquebrantable. Sus primeros proyectos de ley estuvieron destinados a someter al poder militar al poder civil y a desarticular los aparatos represivos de la dictadura, iniciando la denominada «transición a la democracia», la presidencia tuvo que lidiar con las amenazas de Pinochet de interrumpir la democracia ante las acusaciones o intentos de procesos de militares. Dado que la Ley de Amnistía de 1978 permanecía vigente, como presidente decretó la creación de la Comisión Nacional de Verdad y Reconciliación para esclarecer los crímenes contra los derechos humanos cometidos durante la dictadura. En marzo de 1991, dicha comisión presentó el «Informe Rettig», en el que se detallaron las violaciones a los derechos humanos ocurridos durante dicho período.

## Familia

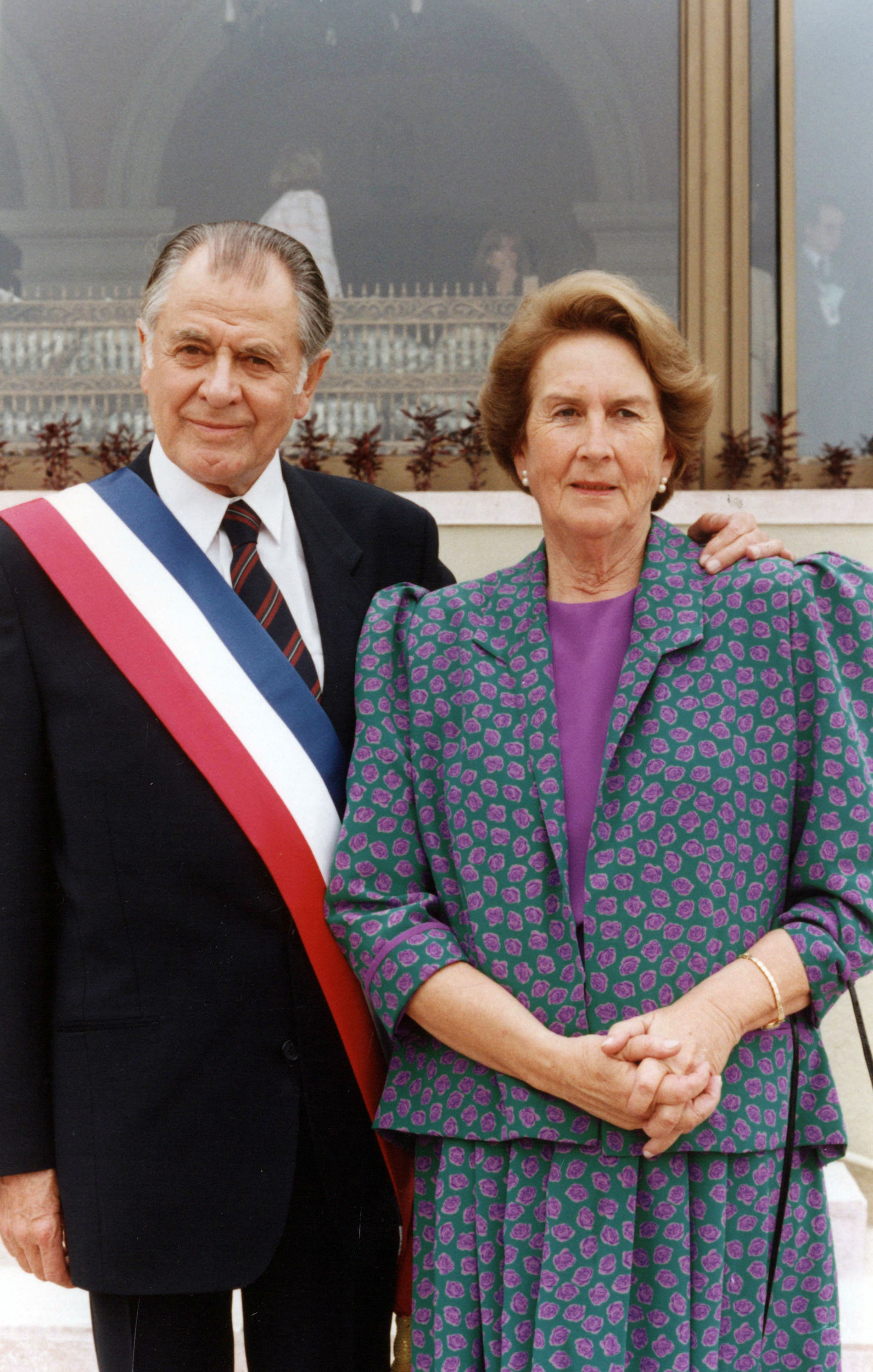
Aylwin junto a su esposa Leonor Oyarzún hacia 1990.

Patricio Aylwin, nació en Viña del Mar el 26 de noviembre de 1918, en el seno de una familia de clase media. Fue el mayor de cinco hermanos (Carmen, Andrés, Arturo y Tomás) del matrimonio compuesto por Miguel Aylwin Gajardo, profesor, abogado y juez proveniente de San Javier, que llegó a ser presidente de la Corte Suprema en 1957, y Laura Rosa Azócar Álvarez, Patricio era en parte de origen galés y vasco. Gran parte de su niñez y juventud transcurrió en la comuna de San Bernardo, junto a sus hermanos. Era sobrino de Guillermo Azócar, quien fuera diputado, senador y, ministro de Agricultura, en el primer gobierno del presidente Carlos Ibáñez del Campo. Fue también descendiente de la Familia Olmos, de la zona cuyana y centro de Argentina.
A fines de 1947 conoció a Leonor Oyarzún Ivanovic, hija de Manuel Oyarzún Lorca (profesor y abogado, que ejerció como rector del Liceo de Antofagasta y luego como Síndico General de quiebras en Santiago) y de Ana Ivanovic Roccatagliata (dueña de casa). Contrajeron matrimonio el 2 de octubre de 1948, teniendo cinco hijos: Isabel Margarita (asistente social), Miguel Patricio y José Antonio (ambos abogados), Juan Francisco (comunicador social) y, Mariana, quien fue ministra de Educación del presidente Ricardo Lagos. La pareja Aylwin-Oyarzún vivió sus primeros meses de matrimonio en la casa paterna en San Bernardo. Luego se trasladó a Santiago.
En 1956 la familia se instaló en una casa ubicada en calle Arturo Medina en la comuna de Providencia, la cual nunca dejaron, incluso en los años en que Patricio Aylwin ejerció la presidencia de la República.

## Carrera profesional y académica
Realizó los estudios primarios en el Instituto Salesiano de Valdivia y los secundarios en el Liceo de Humanidades de San Bernardo, el Liceo Valentín Letelier y el Internado Nacional Barros Arana, estos dos últimos ubicados en Santiago.
Ingresó a la Escuela de Derecho de la Universidad de Chile en 1936, donde se destacó como ayudante en las cátedras de Derecho Procesal y Derecho Civil, y redactor de la revista Mástil, del Centro de Derecho. También fue miembro fundador y contratenor del Coro Lex. Se licenció en Ciencias Jurídicas, Políticas y Sociales en 1943, con la memoria El juicio arbitral, tema que luego profundizó en un libro, que ha tenido seis ediciones, la última en 2014. Un año más tarde se tituló de abogado, en enero de 1944, luego de jurar en la Corte Suprema, se inscribió en el Colegio de Abogados con el número de miembro #243.
Se desempeñó como abogado en el estudio de Pedro Lira y luego en el de Raúl Varela, donde llegó a ser socio. Entre 1945 y 1948 ejerció como secretario de la Comisión de la Corte Suprema, encargada de redactar el Código Orgánico de Tribunales.
Entre 1946 y 1967, fue docente en la cátedra de derecho administrativo en la Universidad de Chile, primero como profesor interino, y desde 1950 como profesor titular. Paralelamente, entre 1952 y 1960, fue docente de la misma cátedra en la Pontificia Universidad Católica de Chile. Además, entre 1946 y 1963, fue profesor de Educación Cívica y Economía Política en el Instituto Nacional General José Miguel Carrera de Santiago.
Entre 1949 y 1954, asumió como secretario del Instituto Chileno de Estudios Legislativos. En 1967 asumió como director de Escuela de la Facultad de Derecho de la Universidad de Chile.
Como miembro del Colegio de Abogados, fue consejero nacional entre 1953 y 1957. Entre 1985 y 1986, fue su vicepresidente, en la mesa directiva de Raúl Rettig. Fue miembro honorario del Instituto Chileno de Derecho Administrativo, creado el año 2000, y miembro de la Academia de Ciencias de Moscú.
El 11 de enero de 1995 fue nombrado profesor emérito de la Universidad de Chile.

## Carrera política

### Inicios y líder de la Democracia Cristiana (1945-1965)

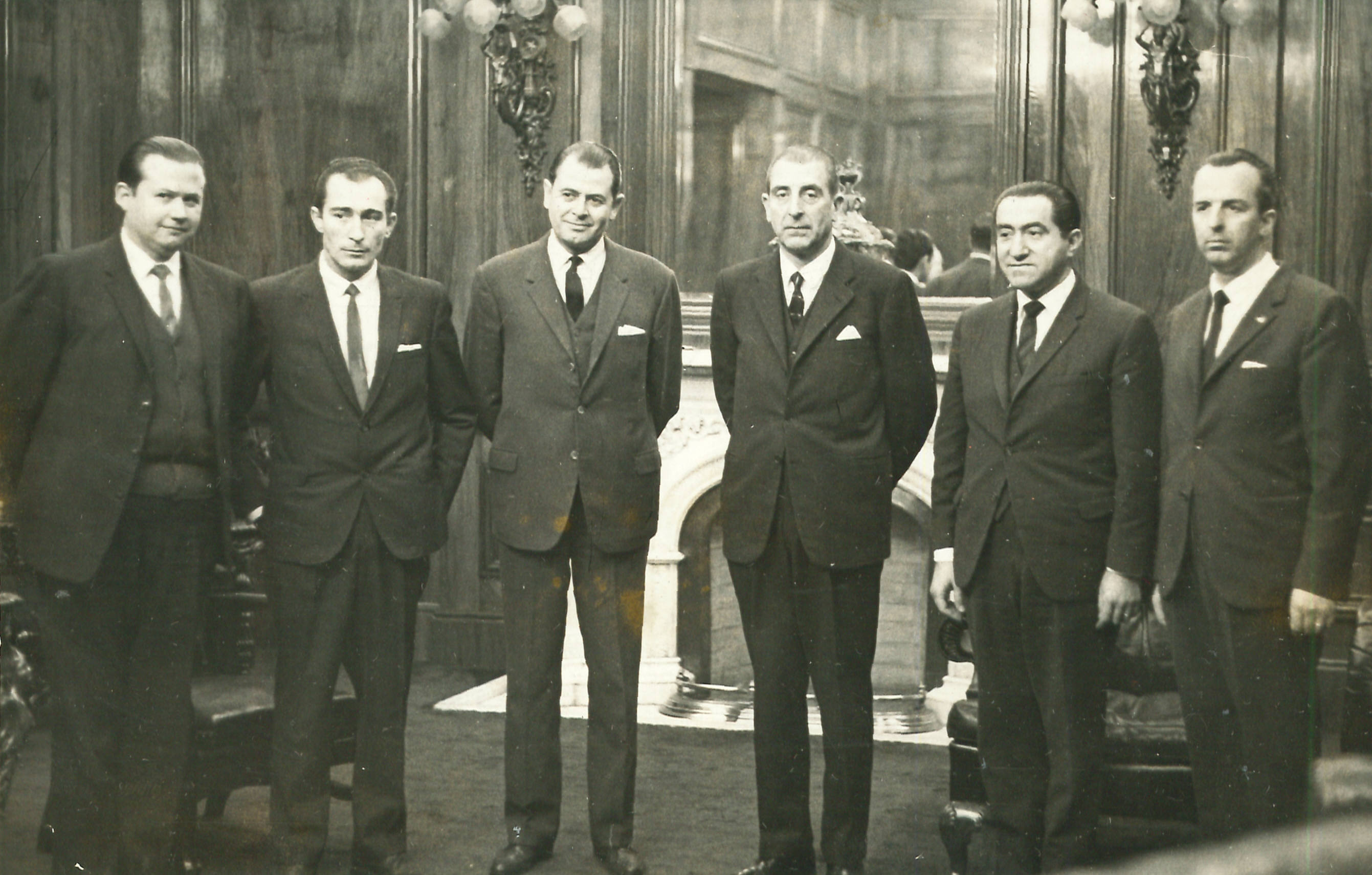
Aylwin (tercero de izquierda a derecha) como parte de la directiva del Partido Demócrata Cristiano en 1965.

Fue el primer presidente de la Academia Jurídica de los Estudiantes de Derecho de la Universidad de Chile, que se creó en 1939, con el fin de llenar un vacío en las actividades estudiantiles. También formó parte de la Juventud de Acción Católica.
En 1945 se presentó como candidato a regidor por la comuna de San Bernardo, sin lograr ser electo. Aunque en un principio simpatizó con las ideas socialistas —influenciado por un hermano de su madre, el senador y fundador del Partido Socialista (PS), Guillermo Azócar— y con el bando republicano durante la guerra civil española, confesó además, que se encantó con esos idearios y estuvo a punto de ingresar a las filas de ese partido; sin embargo en ese mismo año optó por ingresar a la Falange Nacional (FN) y al año siguiente colaboró con su órgano de difusión, la revista Política y Espíritu. Entre 1947 y 1948, y en 1950, ocupó el cargo de primer vicepresidente de su partido, y entre 1950 y 1951 fue su presidente. Fue candidato a diputado por el cuarto distrito de Santiago, en las elecciones parlamentarias de 1949, siendo derrotado.
El 28 de julio de 1957, participó en la fundación del Partido Demócrata Cristiano (PDC). Al año siguiente, fue elegido su presidente, cargo que mantuvo hasta 1960. Esta fue la primera de siete presidencias que ejerció en su partido durante las siguientes tres décadas.

### Senador y opositor de Allende (1965-1973)

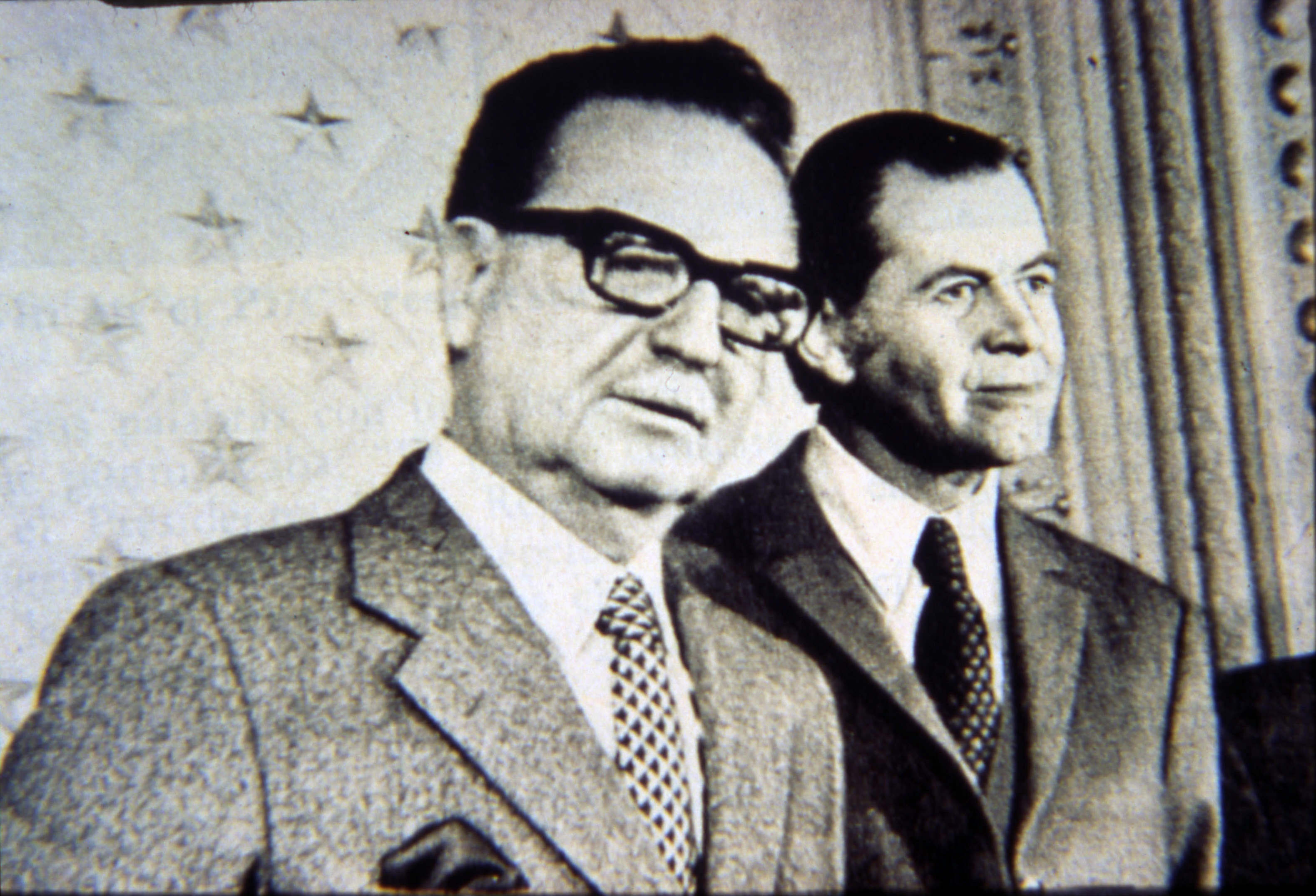
Salvador Allende y Patricio Aylwin en 1973.

El entonces presidente de la República y compañero de partido, Eduardo Frei Montalva, lo invitó a formar parte de su gabinete como ministro de Estado, a lo cual rechazó manifestándole que le "podía servir mejor" desde el Congreso Nacional. Se presentó como candidato a las elecciones parlamentarias de marzo de 1965, donde fue elegido senador por la Sexta Agrupación Provincial de Curicó, Talca, Linares y Maule, para el periodo legislativo 1965-1973. Entre 1966 y 1969, integró la Comisión Permanente de Constitución, Legislación, Justicia y Reglamento. El 12 de enero de 1971 fue elegido como presidente del Senado, cargo que fungió hasta el 22 de mayo de 1972. Como autoridad máxima del Senado, contribuyó a paralizar la puesta en práctica de la estatización de la minería del cobre, decretada por el presidente Salvador Allende con la aprobación de ambas cámaras, al exigir que las expropiaciones se tramitaran como reforma constitucional y consiguientemente se negociaran con la oposición en el Congreso.
Durante los últimos cuatro años de su periodo senatorial, fue reemplazante de la misma comisión antes citada y de la Comisión Permanente de Agricultura y Colonización. En 1971, fue miembro de la Comisión Especial de Reforma al Reglamento del Senado.
Paralelamente, en su rol como parlamentario, asistió a los funerales del excanciller de Alemania Occidental Konrad Adenauer en 1967. En 1969 encabezó la delegación chilena a la Asamblea General de las Naciones Unidas y la presidió junto al diplomático birmano U Thant. Participó en la redacción de la modificación a la Ley de Reforma Agraria, impulsando la ley N°17.280 del 17 de enero de 1970, que modificó la toma de posesión de predios.
Fue un cercano colaborador del gobierno de Eduardo Frei Montalva (1964-1970) y un opositor al gobierno de la Unidad Popular (UP), presidido por Salvador Allende. En ese contexto, fue uno de los gestores de la Confederación de la Democracia (CODE), alianza conformada por la Democracia Cristiana y el Partido Nacional (PN), más otras fuerzas de oposición. El 12 de mayo de 1973 fue elegido presidente del Partido Demócrata Cristiano. El 17 de agosto de 1973, y a instancias del cardenal Raúl Silva Henríquez, mantuvo conversaciones con el presidente Allende, a fin de lograr un acuerdo que pusiera fin a la crisis política.
Fue reelegido como senador en las elecciones parlamentarias de marzo de 1973. Se mantuvo en la Comisión Permanente de Constitución, Legislación, Justicia y Reglamento y fue reemplazante en la Comisión Permanente de Hacienda, y en la de Agricultura y Colonización. El golpe de Estado del 11 de septiembre de 1973, puso término anticipado a su periodo.
En declaraciones a la prensa se hizo eco de las falsas acusaciones de los golpistas contra el presidente Salvador Allende, en el sentido de que el gobierno de la Unidad Popular estaría propiciando la formación de milicias armadas para la toma total del poder. De esta forma coincidió con las versiones ficticias del Libro blanco del cambio de gobierno en Chile, publicado por la Junta de Gobierno de Chile (1973-1990). Cabe señalar que las tesis del Libro blanco, fueron luego desmentidas incluso por el Gobierno de Estados Unidos, la CIA, y el informe Hinchey del Senado de Estados Unidos, que denunciarían el supuesto Plan Z descrito en ese libro, como una operación de guerra psicológica de la Marina de Chile para justificar las violaciones de los derechos humanos de los golpistas.

### Dictadura militar y campaña presidencial (1973-1990)

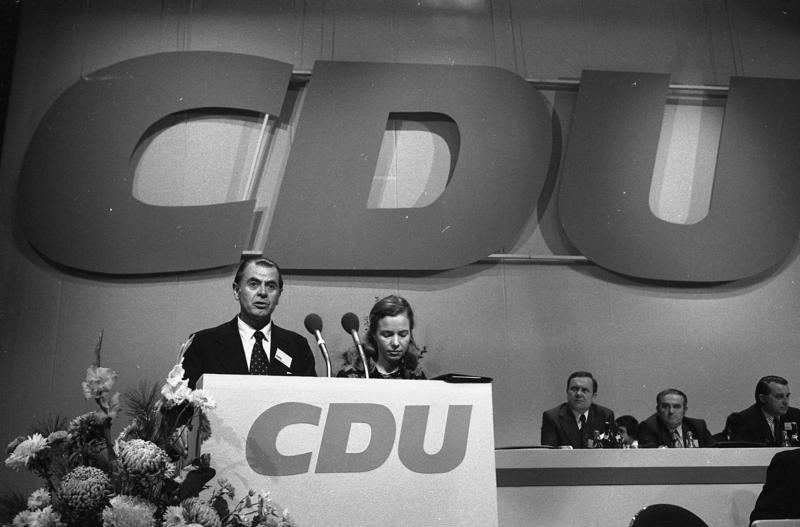
Aylwin en un congreso de la Unión Demócrata Cristiana de Alemania durante 1973.

En septiembre de 1973, al momento de ocurrir el golpe de Estado, ocupaba la presidencia de su partido. Mantuvo este cargo hasta 1976. En los meses previos al golpe, se demostró favorable a la intervención de las fuerzas armadas, asegurando en agosto de 1973 que entre «una dictadura marxista y una dictadura de nuestros militares, yo elegiría la segunda».
En 1977, junto a destacados juristas, formó un grupo de trabajo para hacer una proposición con respecto a la institucionalidad futura. En 1978, el organismo se amplió y tomó el nombre de "Grupo de Estudios Constitucionales", también denominado "Grupo de los 24", ésta fue la primera instancia de encuentro entre juristas de diferentes corrientes políticas democráticas. Fue vicepresidente del mismo. Rechazó la Constitución Política de 1980 y fue contrario a su consulta pública.
En 1982, volvió a la directiva de la Democracia Cristiana como vicepresidente. Desde dicho cargo, participó en la formación de la Alianza Democrática. Asimismo, a instancias de la iglesia católica, impulsó el Acuerdo Nacional para la Transición a la Plena Democracia.

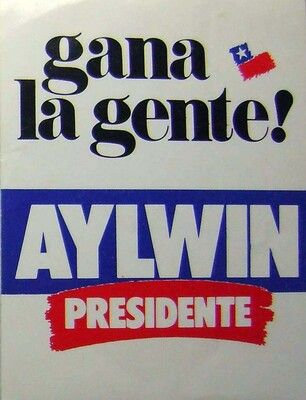
Autoadhesivo con el eslogan de la campaña presidencial de Aylwin.

Entre 1987 y 1989, ocupó nuevamente la presidencia del PDC. Participó en las negociaciones con el entonces dictador Augusto Pinochet que buscaron la aprobación de 54 reformas a la Constitución Política de 1980, las cuales fueron aprobadas en el plebiscito de 1989 y se constituyeron como el primer paso hacia una transición pacífica a la democracia. En 1988, colaboró por la campaña del «No» para el plebiscito de ese mismo año. También, fue vocero de la Concertación de Partidos por la Democracia.
Tras el triunfo del «No», se posicionó como uno de los precandidatos de su partido a la presidencia de la República, para la elección presidencial de 1989 de ese año, resultando elegido en noviembre de 1988, en desmedro de Gabriel Valdés y Eduardo Frei Ruiz-Tagle. Ese proceso electoral se vio empañado por acusaciones de fraude en su favor conocidas como «carmengate», no obstante, su candidatura se impuso sobre la de Gabriel Valdés que había sido el más destacado líder del Partido Demócrata Cristiano (Chile) durante la dictadura, pasando por sobre las críticas a la falta de probidad del proceso eleccionario. Sin embargo, finalmente concitó el apoyo de su partido, siendo proclamado el 5 de febrero de 1989. Posteriormente, el 6 de julio, Aylwin fue nominado como candidato de la Concertación, mientras que su proclamación se realizó el 16 de julio de 1989 en el Teatro Caupolicán, bajo el lema «Gana la Gente».
En la elección presidencial del jueves 14 de diciembre de 1989, enfrentó al economista y exministro de Estado del general Pinochet, Hernán Büchi (del bloque de derecha denominado Democracia y Progreso), y al empresario Francisco Javier Errázuriz Talavera, autodefinido como "de centro-centro", resultando triunfador con un 55,2 % de los votos. Así, Aylwin se convertiría en el primer presidente electo en un proceso democrático en casi 17 años y el segundo democratacristiano en el país, además de ser el primer presidente concertacionista. Adicionalmente, el 9 de octubre de ese mismo año, participó en el primer debate presidencial de la historia chilena, frente a su contendor, el candidato Büchi.

### Presidencia (1990-1994)

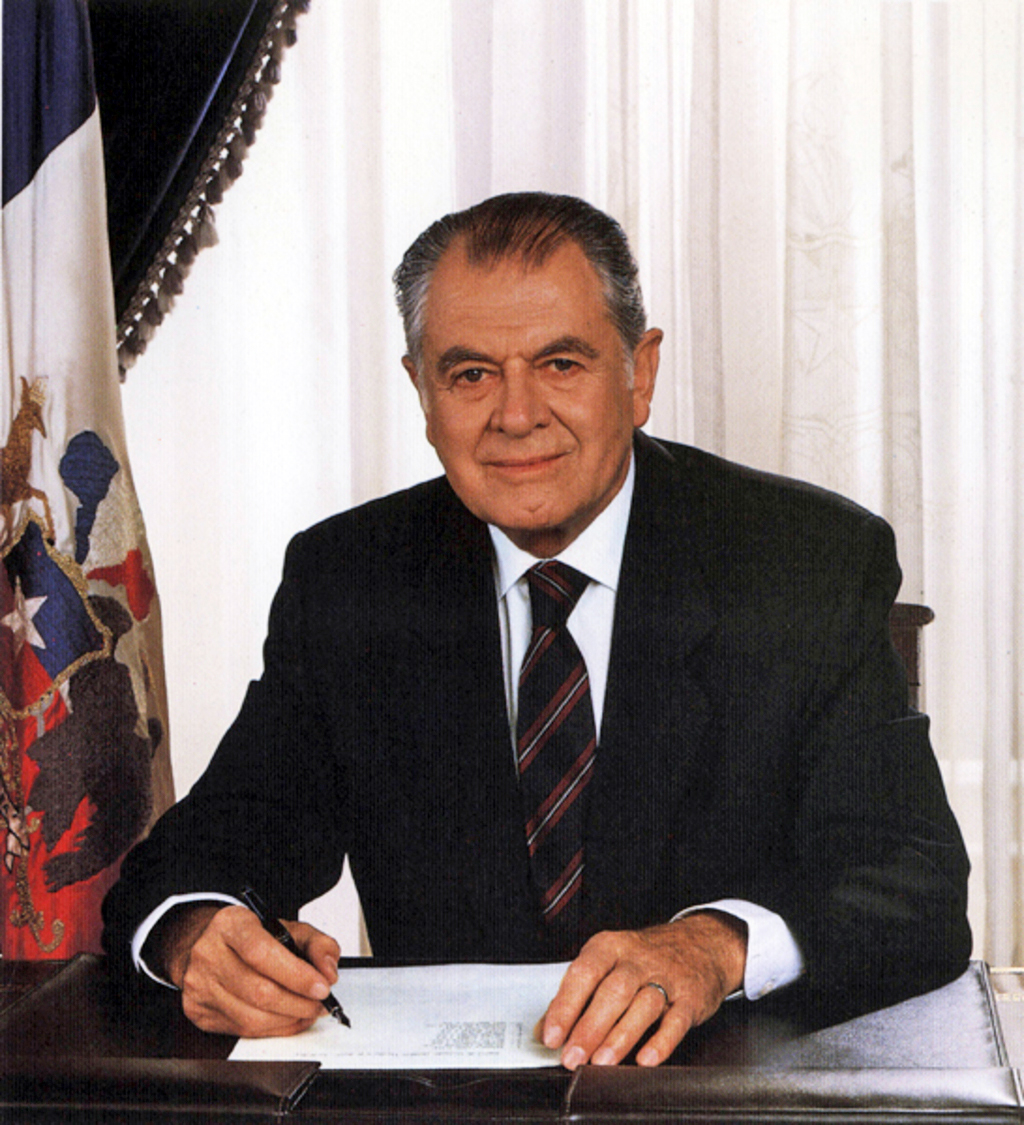
Patricio Aylwin como presidente de la República de Chile en 1990.

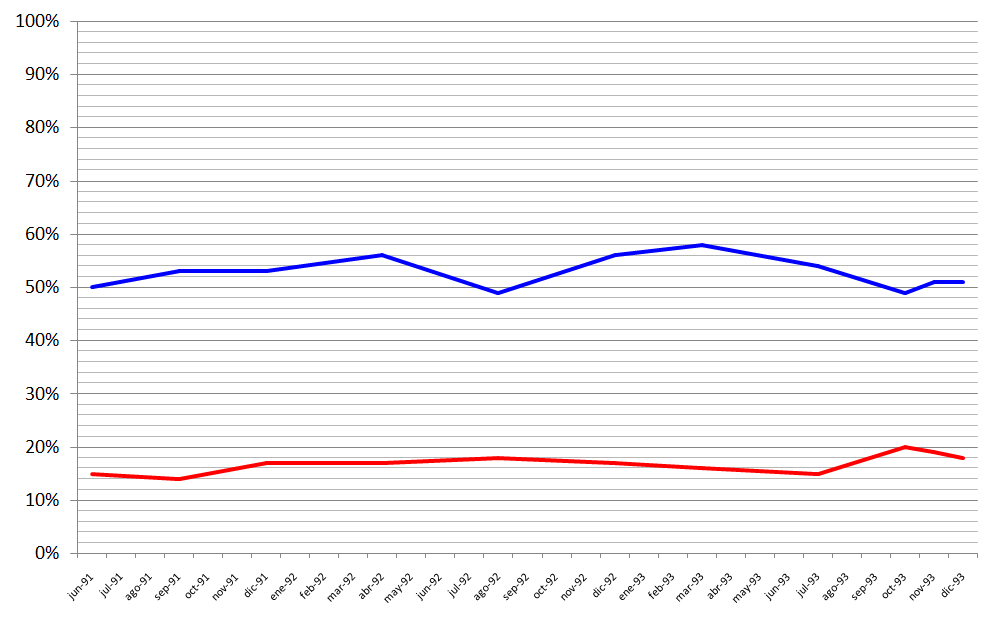
Niveles de aprobación (azul) y desaprobación (rojo) de Patricio Aylwin, según la encuesta CEP.

Entre los principales hitos de su gobierno —iniciado con el cambio de mando en Valparaíso, el 11 de marzo de 1990— está la creación de la Comisión Nacional de Verdad y Reconciliación, presidida por el jurista y exparlamentario Raúl Rettig, que dio a conocer en marzo de 1991 el llamado «Informe Rettig», destinado a restablecer la convivencia nacional y aportar luz sobre las violaciones a los derechos humanos durante la dictadura militar, sobre la base de antecedentes de muertos y desaparecidos.
Además destacó el auge económico que llevó a Chile a crecer a ritmos de un 7 % anual basado en la promoción de una serie de reformas económicas, así como mantener y consolidar otras reformas que fueron impulsadas durante la dictadura militar, que permitieron a más de un millón de chilenos salir de la pobreza, fundamentándose en mantener la prudencia fiscal, una economía abierta, el crecimiento de la exportación, un sector privado fuerte y otras reformas iniciadas en la dictadura militar que buscaban la consolidación de un libre mercado y lo que su gobierno denominó "crecimiento con equidad". Esto trajo alentadoras cifras como la reducción de la inflación a la mitad quedando en el 12,7 %; el desempleo se contrajo hasta el 4,5 % y la tasa de ahorro no bajó del 24 % de la misma manera se registraron notables crecimientos en los índices de inversión foránea. Asimismo se destacan las leyes de política indígena que culminaron con la creación de la Corporación Nacional de Desarrollo Indígena (Conadi).

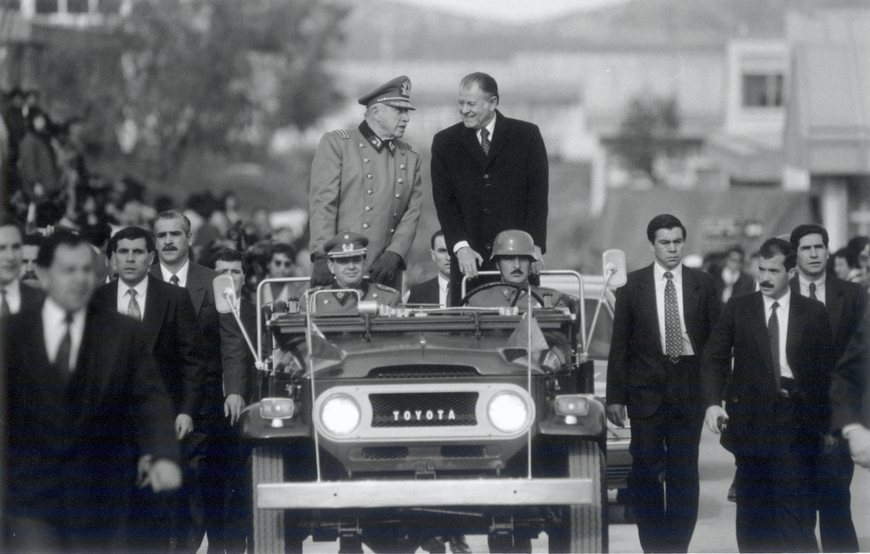
Patricio Aylwin (a la derecha) durante su mandato junto al general Augusto Pinochet, quien ejercía como comandante en Jefe del Ejército de Chile.

Con Aylwin arrancó la estrategia de apertura comercial a los demás países de la Asociación Latinoamericana de Integración (ALADI) a través de acuerdos bilaterales de desarme arancelario. En el mismo plano de las relaciones internacionales, se dio una política impulsora de la participación en la comunidad internacional. Este ejercicio se ideó como una política de Estado que buscaba representar lo más posible los intereses del país, abriendo la participación a todos los sectores y por encima de los intereses partidistas. Las giras presidenciales promovidas reinsertaron al país en la comunidad internacional y se recuperó el terreno que se había perdido durante los años de aislamiento de la dictadura militar. se adoptaron a su vez sendos acuerdos de relación económica con los países de México, Argentina, Venezuela, Bolivia y Colombia, siendo una antesala de verdaderos acuerdos de libre comercio así como la recuperación del diálogo comercial con Estados Unidos para integrar a Chile en el Sistema General de Preferencias Arancelarias, igualmente como antecedente para un acuerdo bilateral de libre cambio.
A pesar de dejar de ser el jefe de Estado, Augusto Pinochet siguió siendo comandante en jefe de las fuerzas armadas, y le tocó a Aylwin como presidente hacer frente a las implicaciones del caso de los pinocheques, que desembocaron en los «ejercicios de enlace» y el «boinazo».
También fue anfitrión en Santiago de la XXI Asamblea General de la Organización de los Estados Americanos (OEA), en junio de 1991, y de la VII Reunión del Grupo de Río, en octubre de 1993.
Se acostumbra a identificar también el gobierno de cuatro años de Patricio Aylwin como el de la transición, porque fueron primordiales los acuerdos entre las autoridades y la oposición. Buscando en Chile el tránsito del largo periodo de la dictadura al funcionamiento normal de la convivencia democrática, libertad y la paz, sin traumas ni quebrantos insuperables basado en la moderación y cordura. El país logró progresar, en la estabilidad política democrática, crecimiento económico y el desarrollo social.
En 1994 le sucedió el también democratacristiano Eduardo Frei Ruiz-Tagle el cual venció en las urnas con un porcentaje incluso superior al conseguido por él.

## Actividad pública después de la presidencia (1994-2016)

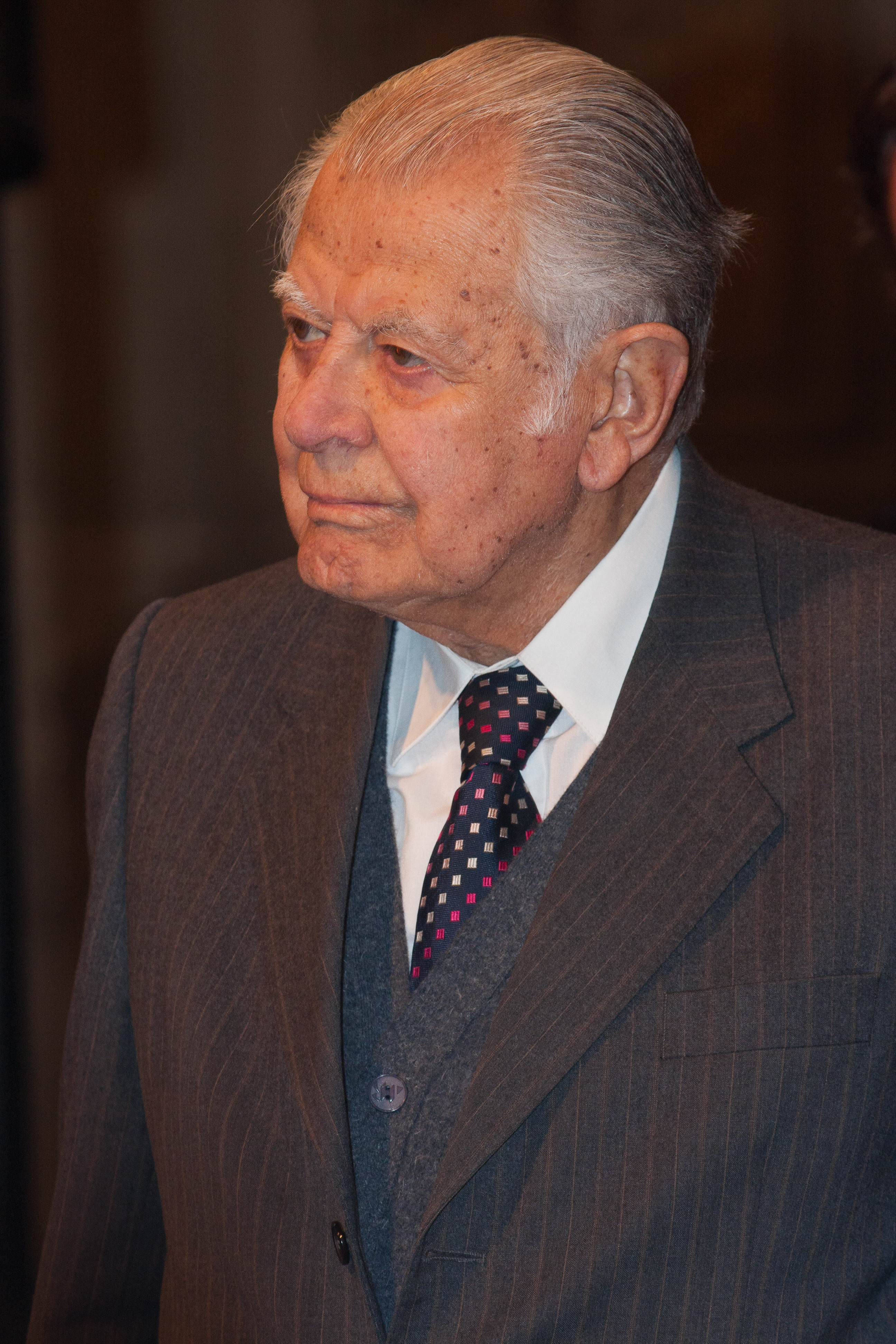
Patricio Aylwin en 2011.

Posteriormente, continuó activo en la vida política del país, actuando como presidente de la Corporación Justicia y Democracia, de la que había sido fundador en 1994. No fue senador vitalicio, pues la Constitución de 1980, en su redacción primitiva, reservaba esa prerrogativa a los presidentes que hubiesen ejercido su cargo por lo menos durante seis años (la Constitución en la actualidad ya no contempla esa institución), pero en 2000 se aprobó una enmienda constitucional que otorgó inmunidad jurídica a los senadores vitalicios que renunciaran al cargo, haciendo extensivo el beneficio a Aylwin.
Posterior a su mandato fue encargado por la Comisión Económica para América Latina y el Caribe (CEPAL), el Banco Interamericano de Desarrollo (BID) y el Programa de las Naciones Unidas para el Desarrollo (PNUD) de presidir la Comisión Latinoamericana y el Caribe sobre Desarrollo Social. Fue miembro del Club de Madrid.
En su libro  memorias, titulado "El reencuentro de los demócratas”, Patricio Aylwin  reiteró su apoyo al golpe de estado, señalando que: "Nosotros admitíamos que, lamentablemente, cierto periodo de la dictadura era necesario, pero pensábamos que debía ser lo más breve posible; dos, tres o cinco años". 
En 2001, el presidente Ricardo Lagos lo designó para presidir la Comisión de Verdad Histórica y Nuevo Trato con los Pueblos Indígenas, asesora del presidente de la República en el conocimiento de la visión de los
pueblos indígenas sobre hechos históricos y realizar recomendaciones para una nueva política de Estado sobre el particular. Por otra parte, el 20 de julio de 2001, el Consejo Nacional del PDC lo designó presidente temporal de la formación como mejor solución ante la crisis de liderazgo provocada por una caótica inscripción de candidatos que gatilló la salida de su timonel, Ricardo Hormazábal.
El 27 de enero de 2002 resultó elegido Adolfo Zaldívar (líder de la facción más conservadora y hermano de Andrés Zaldívar, a la sazón presidente del Senado) para tomar relevo a Aylwin, quien aprovechó la instancia para anunciar su despedida de la actividad política.

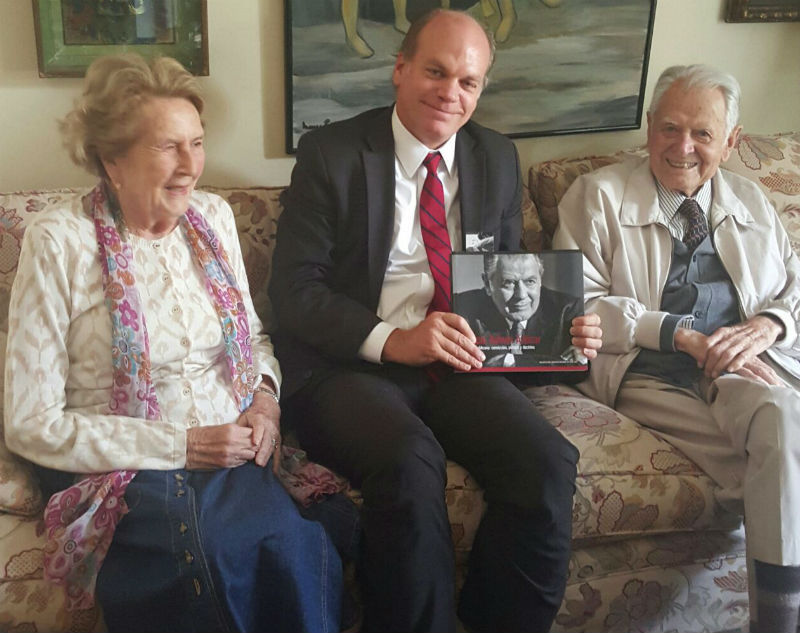
Última fotografía pública de Aylwin (a la derecha), acompañado por su cónyuge Leonor Oyarzún y el senador Patricio Walker, durante la presentación del libro Patricio Aylwin Azócar. Una vida republicana: convicción, política y doctrina, en marzo de 2016.

"Ha llegado la hora de un recambio generacional en la dirigencia de la DC."
— Patricio Aylwin, 1 de enero de 2002.

## Fallecimiento, funeral de Estado y homenajes póstumos
Luego de que en diciembre de 2015 sufriera una contusión craneana tras caerse en su domicilio, su salud comenzó a empeorar. Falleció a los 97 años en su casa en Providencia, Santiago, donde vivió más de la mitad de su vida, el 19 de abril de 2016 a las 10:30 horas (UTC-3), producto de una insuficiencia respiratoria. Durante ese día, el Gobierno de Chile decretó tres días de duelo nacional.
La mañana del 20 de abril se realizó una misa para la familia de Aylwin. Posteriormente el féretro fue trasladado al edificio del ex Congreso Nacional, trayecto durante el cual recibió los homenajes del Partido Demócrata Cristiano (PDC), en su sede ubicada en la Alameda, y de la presidenta Michelle Bachelet y el Orfeón de Carabineros, en el frontis norte del Palacio de La Moneda, frente a la Plaza de la Constitución. Aylwin fue velado durante toda la tarde y la noche de ese día en el Salón de Honor del ex Congreso, donde fue homenajeado por diversas personalidades públicas.
El 21 de abril, los restos del expresidente fueron trasladados a la Catedral Metropolitana de Santiago, trayecto durante el cual fue homenajeado por los ministros de la Corte Suprema en el frontis del Palacio de los Tribunales y por las Fuerzas Armadas en la Plaza de Armas. En el principal templo católico de Chile, el velatorio de Aylwin fue abierto al público, siendo denominado el «homenaje popular». También se realizó un concierto-homenaje por la Orquesta Nacional Juvenil.
La mañana del 22 de abril se realizó la misa solemne de funeral en la Catedral de Santiago, presidida por el cardenal Ricardo Ezzati. Posteriormente el féretro fue trasladado al Cementerio General por un escuadrón a caballo del Regimiento Escolta Presidencial n.º 1 «Granaderos», trayecto durante el cual recibió el homenaje de los floristas de La pérgola de las flores. En el cementerio se realizó el acto funerario final, que contó con los discursos de Renán Fuentealba, Enrique Krauss, Carolina Goic y la presidenta Bachelet. Aylwin fue sepultado con la interpretación de la Misa de Réquiem de Mozart por el Coro y Orquesta del Teatro Municipal de Santiago.

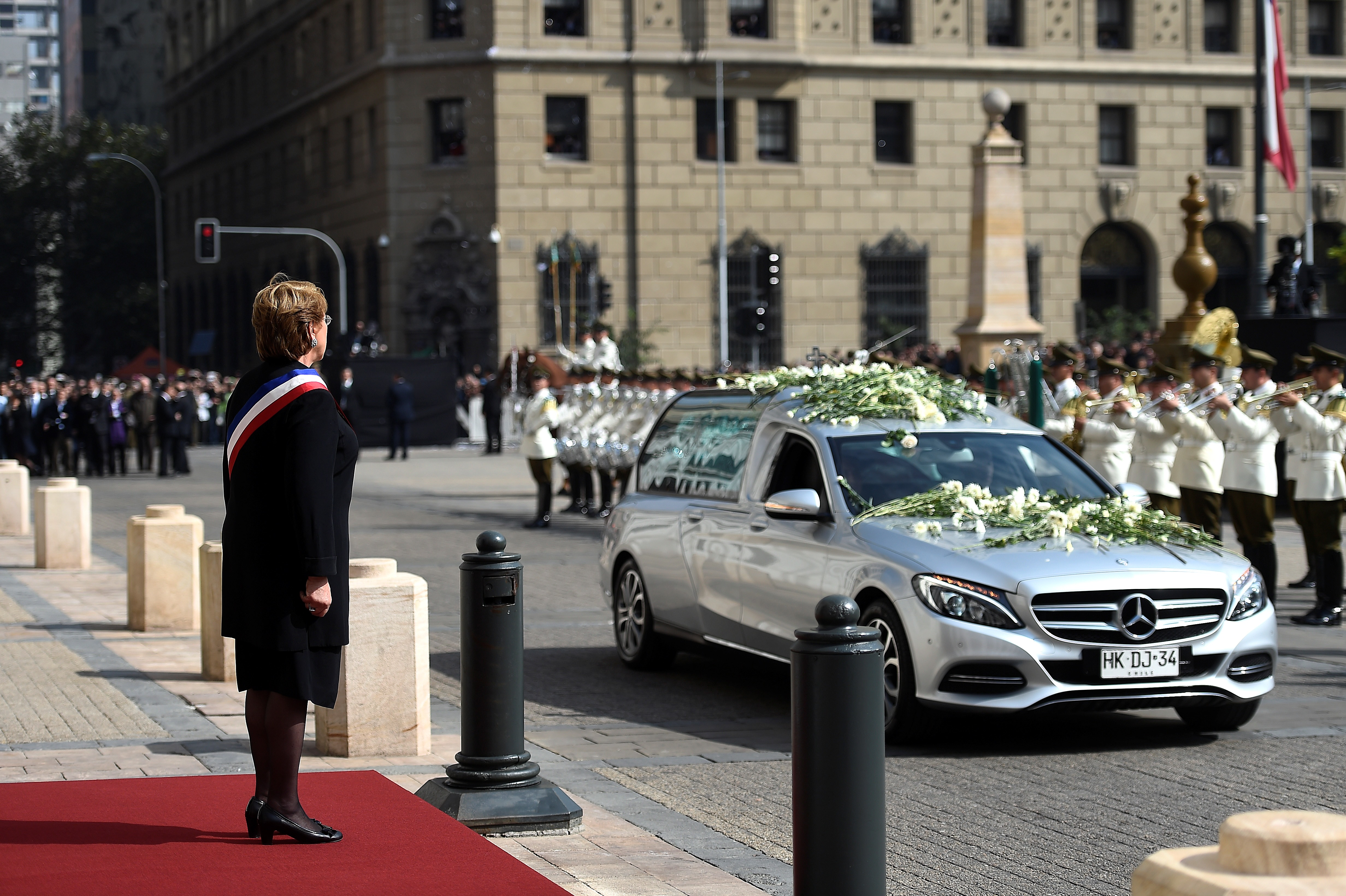
La presidenta Michelle Bachelet rindiendo homenaje al féretro de Patricio Aylwin frente al Palacio de La Moneda, el 20 de abril de 2016.
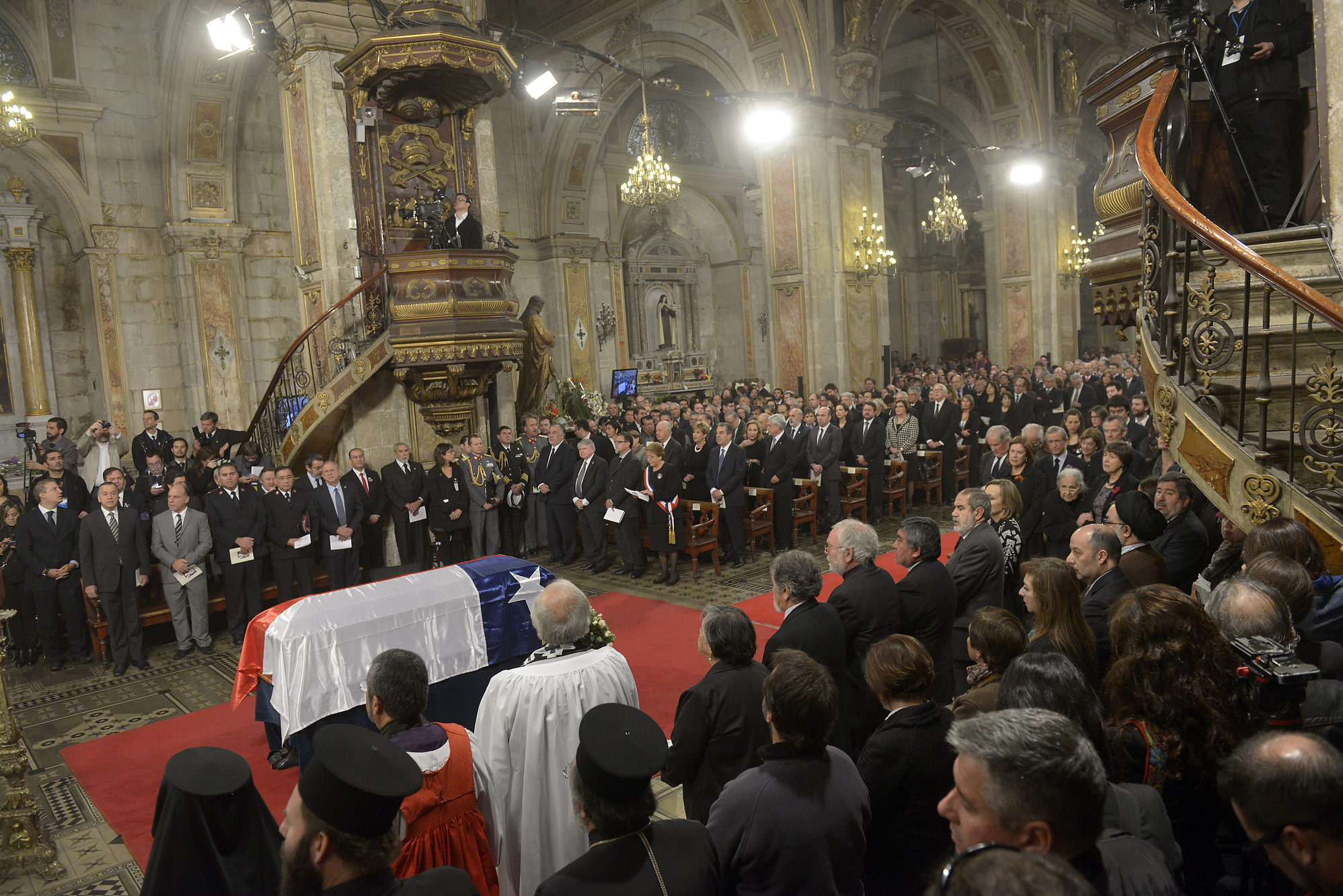
Misa funeral en la Catedral Metropolitana de Santiago, el 22 de abril de 2016.
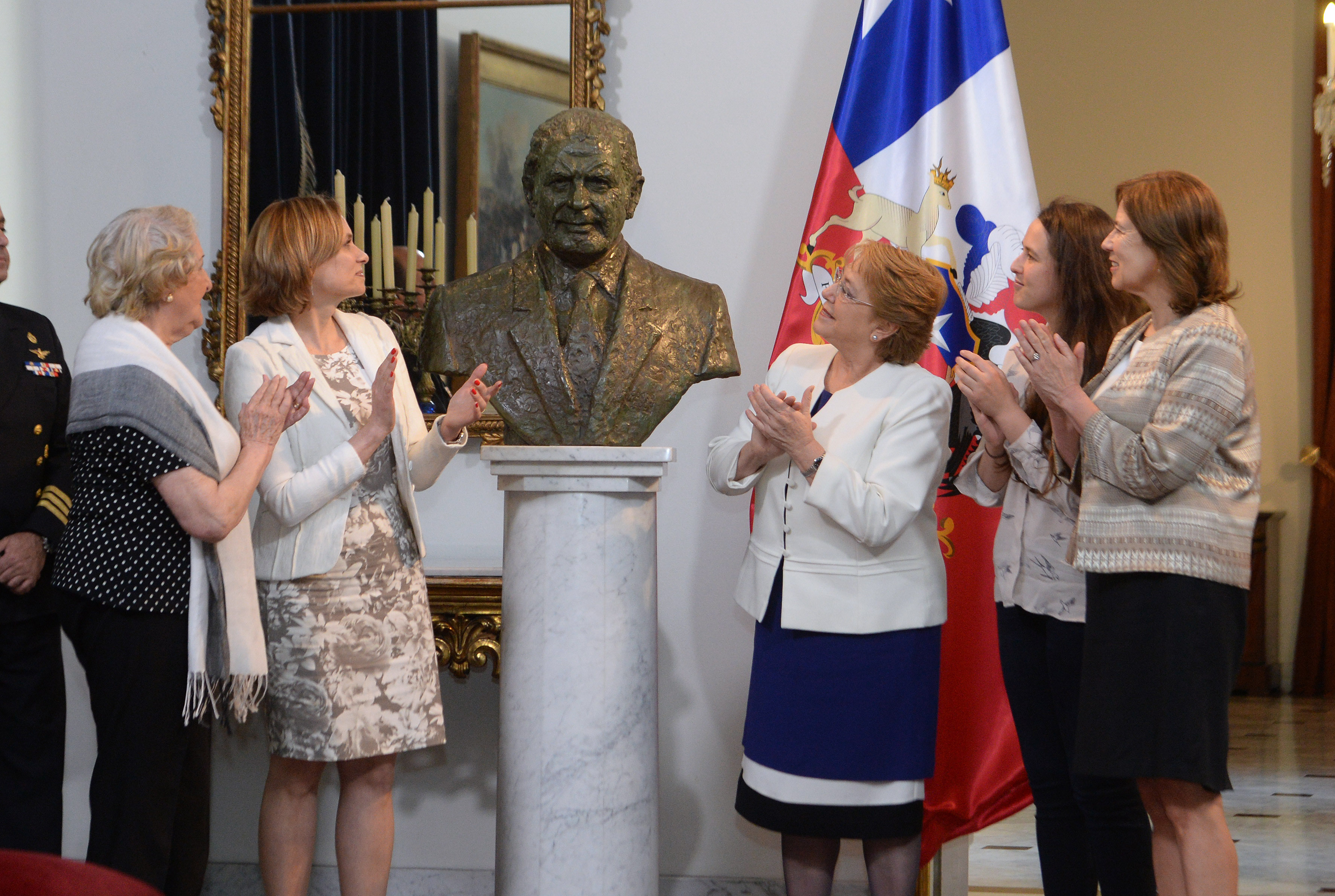
Bachelet develó el busto de Patricio Aylwin que está en la «Galería de los Presidentes» en La Moneda desde octubre de 2016.
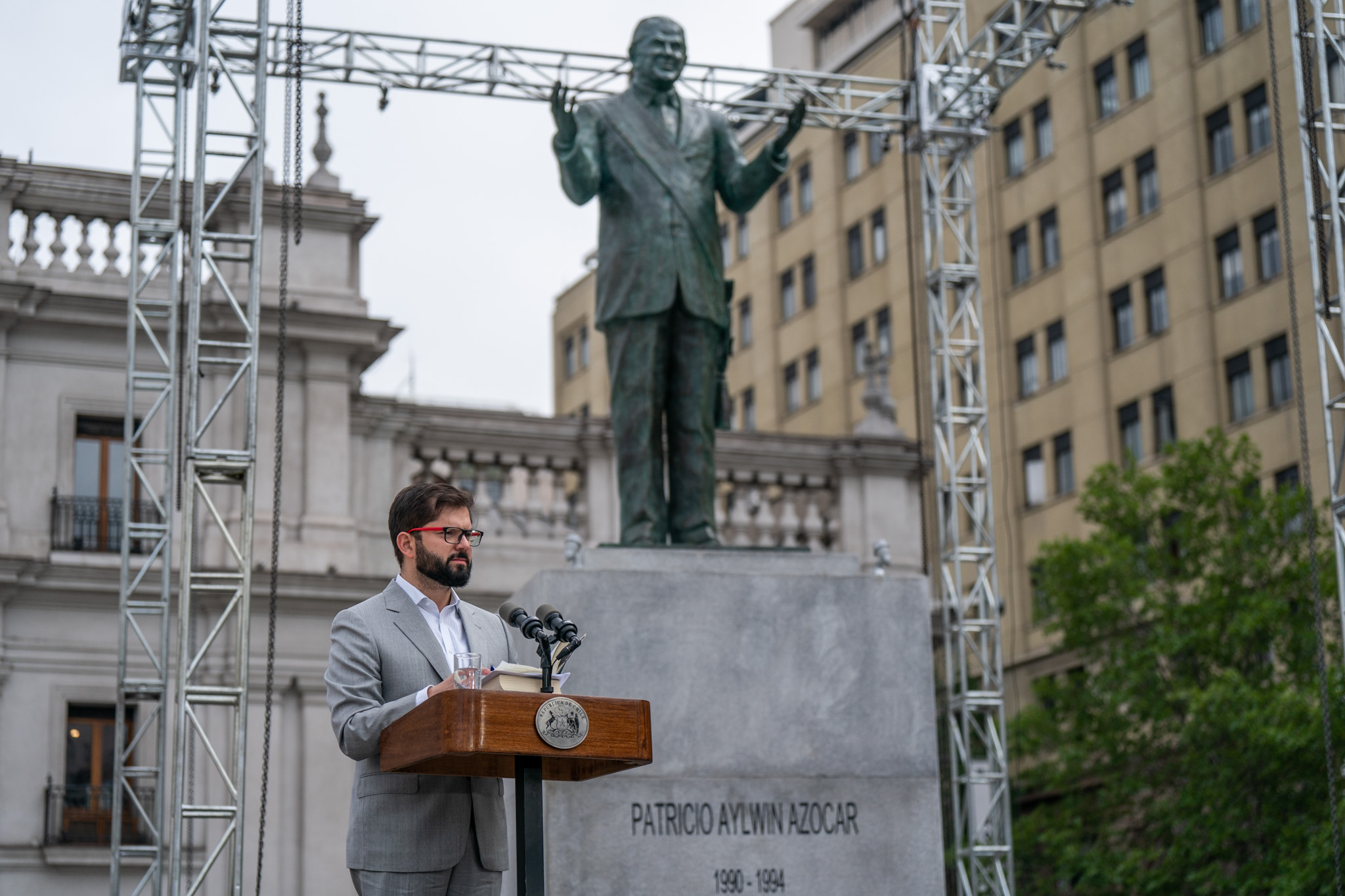
El presidente Gabriel Boric inaugura estatua en honor a Patricio Aylwin en la Plaza de la Ciudadanía el 30 de noviembre de 2022.

## Historial electoral

### Elecciones parlamentarias de 1965
- Elecciones parlamentarias de 1965 a Senador por la Sexta Agrupación Provincial de Curicó, Talca, Maule y Linares Período 1965-1973 (Fuente: Dirección del Registro Electoral, domingo 7 de marzo de 1965)

| Candidato                   | Partido | Votos  | %     | Resultado |
| --------------------------- | ------- | ------ | ----- | --------- |
| Sergio Diez Urzúa           | PCU     | 12 392 | 8,84  |           |
| Eduardo Silva Pizarro       | PCU     | 730    | 0,5   |           |
| Raúl Irarrázaval Lecaros    | PCU     | 565    | 0,4   |           |
| Raúl Juliet Gómez           | PR      | 8145   | 5,8   | Senador   |
| Joaquín Morales Abarzúa     | PR      | 7171   | 5,1   |           |
| René Lagos Rojo             | PR      | 6252   | 4,46  |           |
| José Foncea Aedo            | PDC     | 15 212 | 10,85 | Senador   |
| Raúl Gormaz Molina          | PDC     | 3039   | 2,21  | Senador   |
| Patricio Aylwin Azócar      | PDC     | 39 079 | 27,9  | Senador   |
| Ignacio Urrutia de la Sotta | PL      | 1336   | 0,95  |           |
| Jaime Silva Silva           | PL      | 11 315 | 8,07  |           |
| Pedro Opaso Cousiño         | PL      | 439    | 0,3   |           |
| Rafael Tarud Siwady         | PS      | 26 512 | 18,9  | Senador   |
| Albino Barra Villalobos     | PS      | 8011   | 5,7   |           |

### Elecciones parlamentarias de 1973
- Senador Sexta Agrupación Provincial, Talca, Linares, Curicó y Maule, período 1973-1981[31]

| Candidato                                 | Partido                    | Votos   | %     | Resultado |
| ----------------------------------------- | -------------------------- | ------- | ----- | --------- |
| A. Confederación de la Democracia         |                            |         |       |           |
| Patricio Aylwin Azócar                    | PDC                        | 35 541  | 14,79 | Senador   |
| José Foncea Aedo                          | PDC                        | 16 190  | 6,74  | Senador   |
| Héctor Valenzuela Valderrama              | PDC                        | 11 708  | 4,87  |           |
| Sergio Diez Urzúa                         | PN                         | 59 503  | 24,76 | Senador   |
| Eugenio Velasco Letelier                  | PIR                        | 7544    | 3,14  |           |
| Votos de Lista                            | CODE                       | 1605    | 0,67  |           |
| B. Unidad Popular                         |                            |         |       |           |
| Alejandro Toro Herrera                    | PCCh                       | 42 770  | 17,8  | Senador   |
| Erich Schnake Silva                       | PS                         | 53 483  | 22,26 | Senador   |
| Jorge Cabello Pizarro                     | PR                         | 9941    | 4,14  |           |
| Votos de Lista                            | UP                         | 1991    | 0,83  |           |
| Votos válidamente emitidos                | Votos válidamente emitidos | 240 276 | 97,72 |           |
| Votos nulos                               | Votos nulos                | 3525    | 1,43  |           |
| Votos en blanco                           | Votos en blanco            | 2077    | 0,84  |           |
| Total de votos emitidos                   | Total de votos emitidos    | 245 878 | 100   |           |
| Fuente: Dirección del Registro Electoral. |                            |         |       |           |

### Elecciones presidenciales de 1989
- Elecciones presidenciales de 1989 para la presidencia de la República[32]

| Candidato                           | Pacto                      | Partido | Votos     | %     | Resultados |
| ----------------------------------- | -------------------------- | ------- | --------- | ----- | ---------- |
| Hernán Büchi Buc                    | Democracia y Progreso      | Ind.    | 2 052 116 | 29,40 |            |
| Francisco Javier Errázuriz Talavera | Liberal-Socialista Chileno | Ind.    | 1 077 172 | 15,43 |            |
| Patricio Aylwin Azócar              | Concertación               | PDC     | 3 850 571 | 55,17 | Presidente |

## Distinciones y condecoraciones

Escudo de Patricio Aylwin como caballero de la Orden de Carlos III (España).

### Condecoraciones nacionales
- Gran Maestre de la Orden de Bernardo O'Higgins ( Chile, 1990-1994).[11]
- Gran Maestre de la Orden al Mérito de Chile ( Chile, 1990-1994).
- Declarado «hijo ilustre» y distinguido con el Ancla de Oro de Antofagasta (1994).[33]
- Declarado «hijo ilustre» de Providencia (2015)[34] y de Cauquenes (2016).[35]

### Condecoraciones extranjeras
- Collar de la Orden de Isabel la Católica ( España, 1990).[36]
- Collar de la Orden de Carlos III ( España, 1991).[37]
- Collar de la Orden pro Merito Melitensi ( Orden de Malta, 1990).[38]
- Caballero de Gran Cruz adornada con el Gran Cordón de la Orden al Mérito de la República Italiana ( Italia, 1991).
- Gran Estrella de la Orden al Mérito de la República de Austria ( Austria, 1993).
- Orden de la Corona del Reino ( Malasia, 1990).[39]
- Gran Collar de la Orden de la Libertad ( Portugal, 1993).
- Miembro honorario de la Orden de Jamaica ( Jamaica).

### Doctor honoris causa
| - Universidad de Georgetown Estados Unidos (1995) - Universidad Internacional SEK Chile (2005) - Universidad Pedro de Valdivia Chile (2010) - Universidad de Notre Dame Estados Unidos - Universidad de Concepción Chile - Universidad de La Frontera Chile - Universidad de Los Lagos Chile - Universidad Tecnológica Metropolitana Chile | - Universidad de Santiago de Chile Chile - Universidad del Rosario Colombia - Universidad de Waseda Japón |

### Otras distinciones
- En 1997 el Consejo de Europa le concedió el Premio Norte-Sur por su contribución en el campo de los derechos humanos, la democracia y la cooperación entre Europa y América Latina.[11]
- En 1988 recibió el J. William Fulbright Prize for International Understanding.[24][Nota 5]
- En sus funerales, viernes 22 de abril de 2016, en la Catedral de Santiago. El Cardenal Ricardo Ezzati, nombró de manera póstuma al fallecido presidente Patricio Aylwin como Caballero de la Orden de Santiago. En la oportunidad, Ezzati entregó la Cruz del apóstol Santiago a la viuda de Aylwin, Leonor Oyarzún.[45]
- En mayo de 2022 la Municipalidad de Providencia acordó renombrar la Plaza Inés de Suárez como «Plaza Patricio Aylwin».[46][47]
- En 30 de noviembre de 2022 en el Palacio de la Moneda se inauguró un monumento del expresidente Patricio Aylwin Azocar.[48][49][50]